# Кливленд (графство)

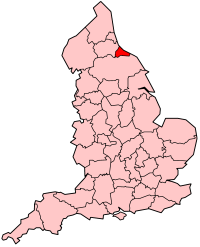
Графство Кливленд

Кливленд (англ. Cleveland County) — бывшее неметропольное графство, существовавшее в 1974—1996 годах.
Графство включало в себя 4 боро — Хартлпул, Стоктон-он-Тис, Мидлсбро и Ланборг. Столицей графства был город Мидлсбро.
Графство Кливленд располагалось между графствами Дарем и Северный Йоркшир на побережье Северного моря. Площадь составляла 583 км².
После принятия в 1972 году Закона о местном самоуправлении, 1 апреля 1974 года было образовано неметропольное графство, получившее название в честь холмистой местности (англ.) в Йоркшире.
В 1990-е годы была предложена реорганизация графства, каждый боро был преобразован в унитарную единицу. В 1996 году графство было упразднено и разделено между историческими графствами Дарем и Йоркшир по исторической границе между ними — реке Тис. Таким образом, Хартлпул отошёл к Дарему. Ланборг, переименованный в Редкар-энд-Кливленд, и Мидлсбро — к Северному Йоркширу. А Стоктон-он-Тис стал единственной унитарной единицей Англии, разделённой между двумя графствами.